# Teatro del Lago
Il Teatro del Lago è un teatro ubicato sulla riva ovest del lago Llanquihue, a Frutillar (regione dei Laghi, Cile). È uno dei centri culturali più importanti del Sud America.

## Storia
La costruzione del teatro è avvenuta grazie all'iniziativa dell'imprenditore Guillermo Schiess di costruire una nuova sede dove svolgere il festival Semanas Musicales de Frutillar, che era rimasto senza sede dopo l'incendio dell'Hotel Frutillar nel 1996. Schiess presentò l'idea alla Corporación Cultural della città che l'accolse e che, dopo la morte del filantropo nel 1998, ha proseguito nel progetto con il sostegno della famiglia Schiess sotto la direzione della figlia Nicola e del marito Ulrich Bader-Schiess, che rappresentano la Fundación Teatro del Lago.
Il disegno architettonico iniziale di Gerardo Köster e Gustavo Greene si rifaceva alle istruzioni di Schiess, che aveva chiesto un teatro adatto a ospitare concerti di orchestra sinfonica. La costruzione è iniziata il 27 gennaio 1998 e, negli anni, ha subito vari ritardi, principalmente a causa della crisi finanziaria asiatica. Nel processo, il design originale è stato modificato per permettere l'esibizione anche di opere.

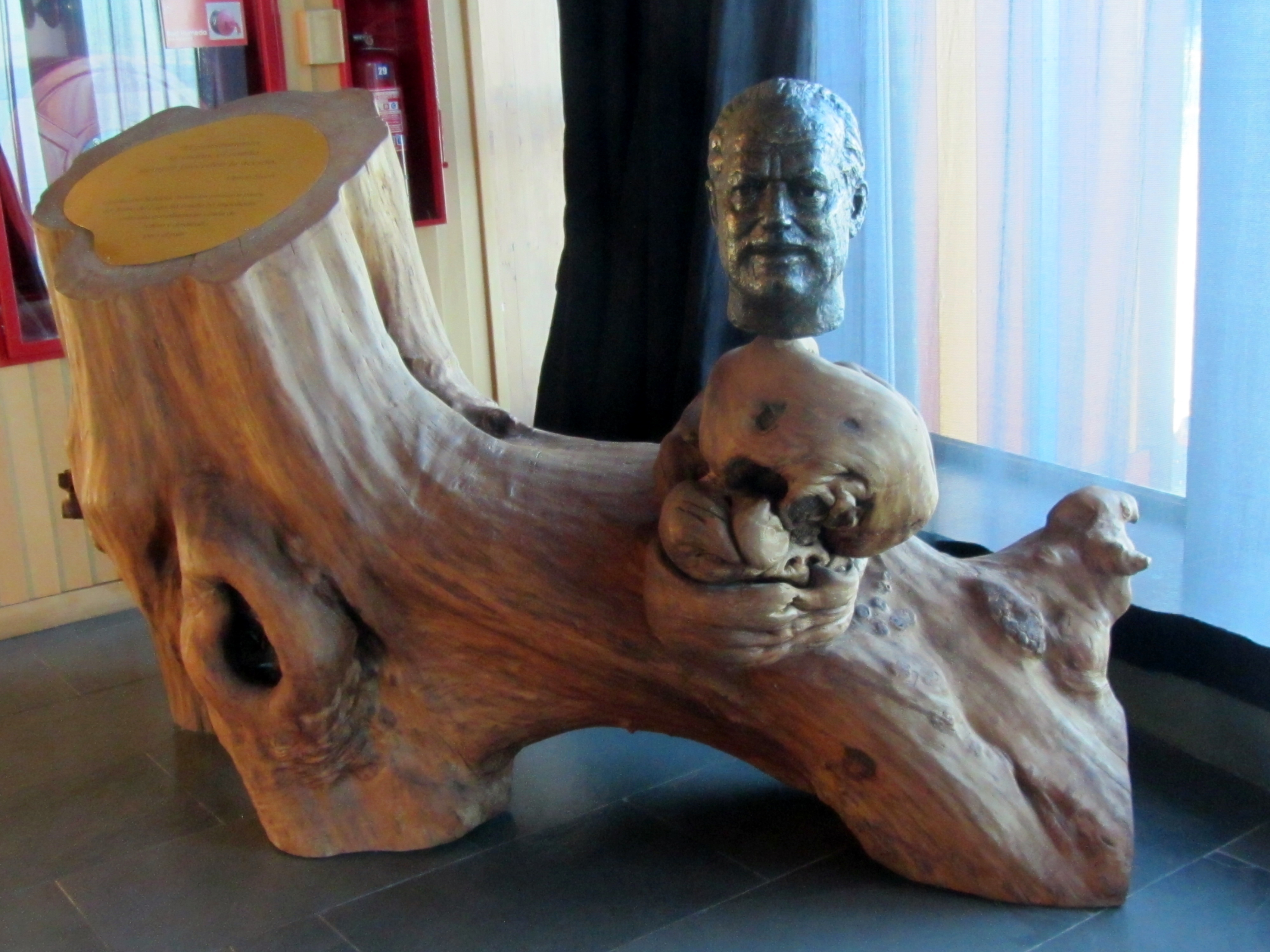
Busto di Guillermo Schiess

Il teatro è stato inaugurato il 6 novembre 2010, dopo di 12 anni di lavoro e un investimento approssimativo di 20 milioni di dollari statunitensi. Attualmente è lo spazio per concerti più grande che si sia costruito nel paese dal 1950.
Oltre ad attrarre nella città cantanti e artisti di fama internazionale, il Teatro del Lago offre un importante programma educativo, che ha dato borse di studio a più di 30 000 bambini e giovani.

## Architettura
L'aspetto è ispirato all'architettura dell'Isola di Chiloé.

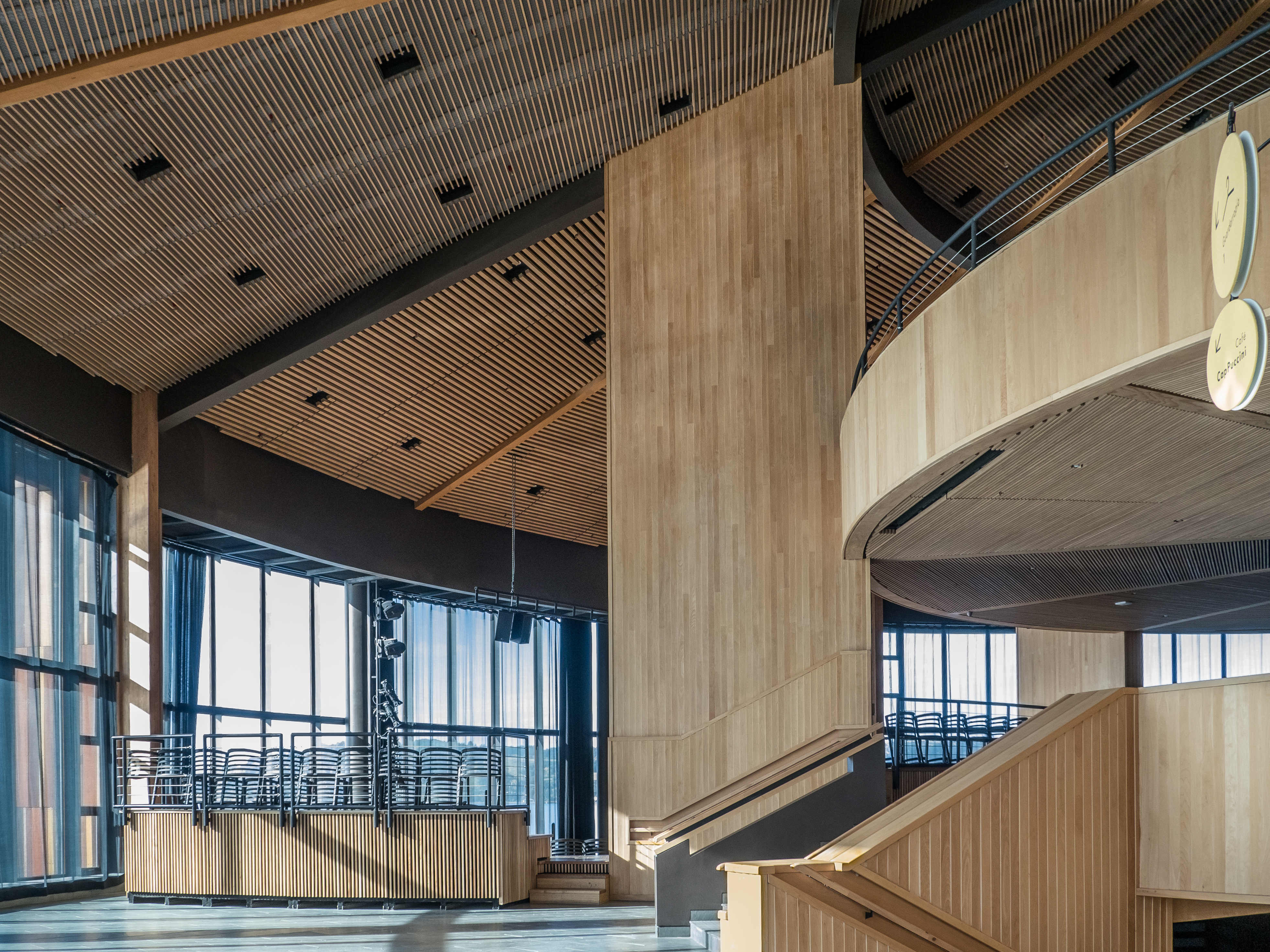
Visuale dell'interno

All'interno la sala principale ha una capacità di 1178 spettatori (distribuiti in una platea e due gallerie), con una fossa per 100 musicisti. Inoltre, il teatro possiede un anfiteatro in grado di ospitare 270 persone e quattro sale aggiuntive.